# Danel Sinani
Danel Sinani (5 april 1997) is een Luxemburgs voetballer die momenteel onder contract staat bij Norwich City, dat hem uitleent aan Waasland-Beveren.
In 2014 kwam Sinani over vanuit de jeugdopleiding naar het eerste elftal van RFCU Luxemburg. De club speelde op dat moment in de Éirepromotioun, de tweede divisie, maar dwong op het einde van het seizoen 2014-2015 promotie af naar de Nationaldivisioun. Na twee seizoen op het hoogste niveau met RFCU tekende hij in de zomer van 2017 een contract bij F91 Dudelange, die in het voorafgaande seizoen zowel landskampioen als bekerwinnaar werd. Zijn prestaties bezorgden hem op 3 september 2017 zijn eerste speelminuten voor het Luxemburgs voetbalelftal. In de wedstrijd tegen het Frans voetbalelftal mocht hij in de 59ste minuut Daniel Alves da Mota vervangen.
Danel is de jongere broer van voetballer Dejvid Sinani.

## Clubstatistieken
| Seizoen | Club               | Competitie         | Competitie | Competitie | Beker | Beker | Internationaal | Internationaal | Totaal | Totaal |
| Seizoen | Club               | Competitie         | Wed.       | Dlp.       | Wed.  | Dlp.  | Wed.           | Dlp.           | Wed.   | Dlp.   |
| ------- | ------------------ | ------------------ | ---------- | ---------- | ----- | ----- | -------------- | -------------- | ------ | ------ |
| 2014/15 | RFCU Luxemburg     | Éirepromotioun     | 15         | 3          | 3     | 0     | —              | —              | 18     | 3      |
| 2015/16 | RFCU Luxemburg     | Nationaldivisioun  | 23         | 3          | 4     | 1     | —              | —              | 27     | 4      |
| 2016/17 | RFCU Luxemburg     | Nationaldivisioun  | 24         | 6          | 5     | 2     | —              | —              | 29     | 8      |
| 2017/18 | F91 Dudelange      | Nationaldivisioun  | 22         | 9          | 2     | 2     | 2              | 0              | 26     | 11     |
| 2018/19 | F91 Dudelange      | Nationaldivisioun  | 25         | 7          | 4     | 0     | 14             | 4              | 43     | 11     |
| 2019/20 | F91 Dudelange      | Nationaldivisioun  | 16         | 14         | 1     | 1     | 13             | 9              | 30     | 24     |
| 2020/21 | Norwich City       | Championship       | 0          | 0          | 0     | 0     | —              | —              | 0      | 0      |
| 2020/21 | → Waasland-Beveren | Jupiler Pro League | 14         | 2          | 1     | 0     | —              | —              | 15     | 2      |
| Totaal  | Totaal             | Totaal             | 139        | 44         | 20    | 6     | 29             | 13             | 188    | 63     |

Bijgewerkt tot en met 8 oktober 2017